# Masatoshi Mihara
Masatoshi Mihara (三原 雅俊?, Mihara Masatoshi; Kumamoto, 2 agosto 1988) è un calciatore giapponese, centrocampista dello Shibuya City.

## Carriera
Mihara ha iniziato la carriera agonistica nel Sagan Tosu, sodalizio con cui ha giocato due incontri nella J. League Division 2 nel 2006. Nel 2007 viene ingaggiato dal Vissel Kōbe, sodalizio in cui non gioca alcun incontro di campionato. Nel luglio 2009 è girato in prestito allo Zweigen Kanazawa, per ritornare l'anno seguente al Vissel Kōbe. Nel 2014 viene dato in prestito al V-Varen Nagasaki.

## Palmarès

### Club

#### Competizioni nazionali
- J2 League: 1

Kashiwa Reysol: 2019